# Севильский цирюльник
«Севи́льский цирю́льник, или Тще́тная предосторо́жность» — пьеса Бомарше 1773 года: комедия в четырёх действиях. Первая часть трилогии о Фигаро, продолженной пьесами «Женитьба Фигаро» (1778) и «Преступная мать» (1792). В течение последних двухсот лет ставится театрами существенно реже основанной на ней оперы Россини (1816).
В первые два года после создания пьесы в её постановке отказывали, так как центральный образ хитроумного простолюдина, который оставляет в дураках аристократов, воспринимался как вызов существующему порядку. После доработки «Севильский цирюльник» был поставлен во дворце Тюильри труппой «Комеди Франсез» 23 февраля 1775 года. Представление успеха не имело, но Бомарше, быстро разобравшись в причинах такой реакции, за три дня внёс в текст новые поправки. Следующее же за тем представление комедии было принято с восторгом, и она стала «гвоздём» сцены конца XVIII века.

## Действующие лица
Действующие лица основаны на шаблонных персонажах комедии дель арте (к которой восходит и вся структура пьесы):
- граф Альмавива (фр. le comte Almaviva)
- Бартоло (фр. Bartholo) — доктор медицины, опекун Розины
- Розина — воспитанница Бартоло
- Фигаро (фр. Figaro) — цирюльник
- Дон Базиль — учитель музыки Розины
- Весна — слуга Бартоло
- Начеку — другой слуга Бартоло, малый придурковатый и вечно сонный
- Нотариус
- Алкальд — блюститель закона.

## Содержание
Молодой граф Альмавива, влюбленный в воспитанницу доктора Бартоло, Розину, приезжает в Севилью под видом бедного студента Линдора, чтобы завоевать сердце девушки, скрытой опекуном от посторонних глаз. На помощь ему приходит цирюльник Фигаро — ловкий, находчивый и остроумный слуга, ранее связанный с графом. Фигаро, пользуясь доступом в дом Бартоло, разрабатывает план: Альмавива должен проникнуть туда под разными предлогами, чтобы передать Розине любовные послания и сорвать намерения Бартоло, который сам хочет жениться на своей подопечной ради её приданого.

Действие строится на цепочке переодеваний и комических недоразумений. Граф, следуя советам Фигаро, сначала представляется пьяным солдатом, требующим постоя в доме Бартоло, затем — учителем музыки, заменяющим якобы заболевшего дона Базиля. Розина, которую все считают наивной, неожиданно проявляет смекалку: она тайно передает Альмавиве записку и поддерживает его уловки. Бартоло, заподозрив неладное, пытается ускорить свадьбу, а Базиль, его сообщник, предлагает использовать против незнакомца клевету. Бартоло вызывает стражу, чтобы арестовать «солдата» за нарушение порядка, и нотариуса для скорейшего оформления брака с Розиной. 

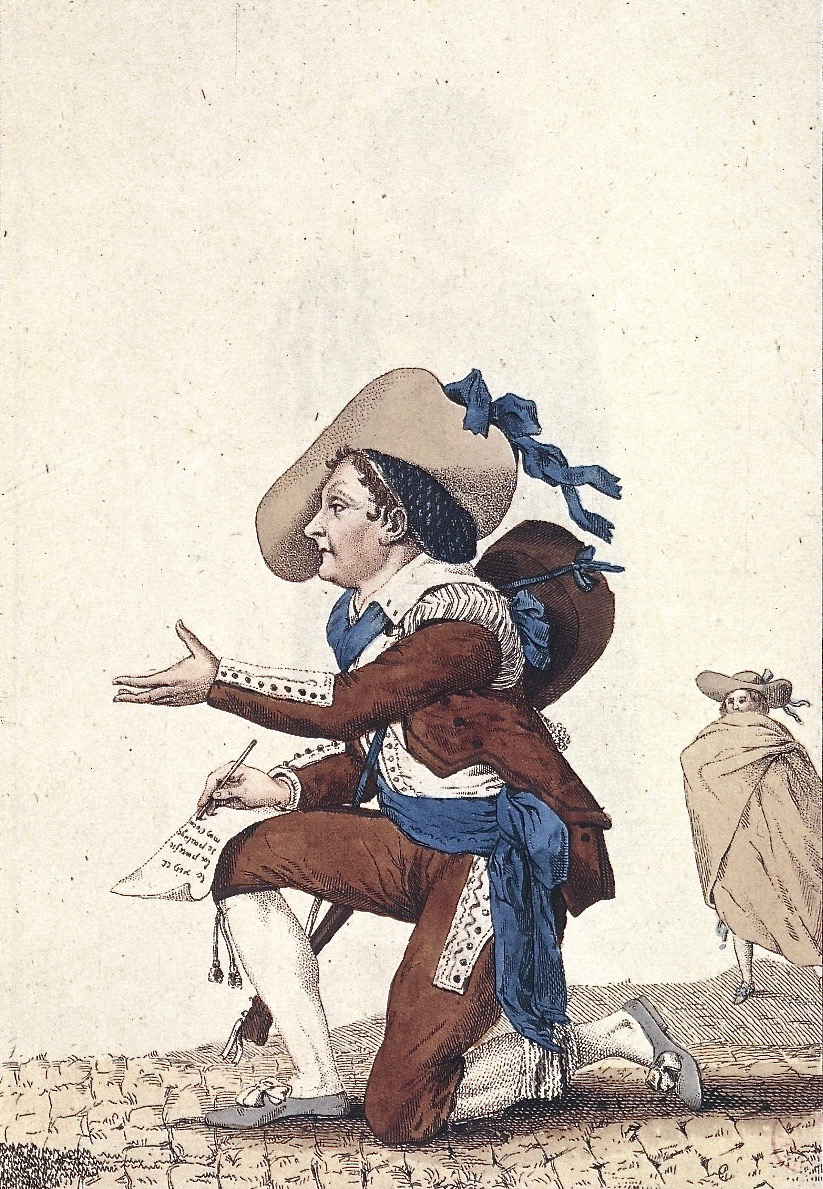
Дазенкур в образе Фигаро («Севильский цирюльник», 1786)

Финал пьесы объединяет влюбленных и разоблачает корыстные замыслы Бартоло. Когда Альмавива открывает своё имя и статус, стражники ретируются и сопротивление опекуна рушится: социальное превосходство графа делает брак с Розиной законным, а попытки Бартоло оспорить его — бессмысленными. Для оформления брака используется уже заготовленный нотариусом контракт. Фигаро, чья изобретательность двигала интригу, торжествует: его ум превозмог все сословные предрассудки.
Бомарше, высмеивая глупость и жадность одних и воспевая ловкость других, создал яркую картину сословного общества, где даже любовь требует наличия продуманной стратегии и использования обманных уловок.

## Фигаро
В «Севильском цирюльнике» выводится в первый раз Фигаро, представляющий оригинальное создание Бомарше. В нём много черт самого Бомарше. Насмешливый, настойчивый, ловкий, неистощимый в запутывании и распутывании интриг, никогда не теряющийся и не унывающий, — он умеет находить выход из всякого положения. Он — центральная фигура. Таким образом, уже в этой комедии главное лицо — простой слуга, олицетворяющий собою третье сословие.
Превиль (Préville) (1721—1799) был создателем образа Фигаро в «Севильском цирюльнике» Бомарше при первой постановке 1775 года.

## Переводы и адаптации
Комедия послужила толчком для создания нескольких опер, перечисление которых приведено в статье Фигаро. Наибольшей известностью среди всех адаптаций сюжета пользуется одноименная опера Россини (1816). Эту оперу, в свою очередь, пародируют многие другие произведения — например, мультфильм «Севильский кролик» (1950).
Пьеса не раз переводилась на русский язык. Наиболее часто перепечатывается перевод Н. М. Любимова. 